# Sân vận động Falmer
Sân vận động Falmer (tiếng Anh: Falmer Stadium), còn được gọi là Sân vận động American Express Community hoặc The Amex vì lý do tài trợ, là một sân vận động bóng đá ở làng Falmer, thuộc thành phố Brighton và Hove, Đông Sussex, Anh. Đây là sân nhà của câu lạc bộ Premier League Brighton & Hove Albion.
Sân vận động Falmer tổ chức trận đấu Premier League đầu tiên vào tháng 8 năm 2017, sau khi Albion thăng hạng vào cuối mùa giải 2016-17.
Sân cũng được thiết kế để có thể tổ chức các môn thể thao và sự kiện khác. Sân đã tổ chức một số trận đấu của Giải vô địch bóng bầu dục thế giới 2015.

## Giải thưởng
Vào Tháng 5 năm 2012, sân vận động giành được giải thưởng New Venue Award tại Stadium Business Awards.